# Regionalwahl in der Basilikata 1970
Die Regionalwahl in der Basilikata 1970 fand am 7. und 8. Juni statt.

## Wahlergebnis
| Listen            | Listen                                          | Stimmen | %    | Mandate |
| ----------------- | ----------------------------------------------- | ------- | ---- | ------- |
|                   | Democrazia Cristiana                            | 131.602 | 42,4 | 14      |
|                   | Partito Comunista Italiano                      | 74.688  | 24,0 | 7       |
|                   | Partito Socialista Italiano                     | 39.464  | 12,7 | 4       |
|                   | Partito Socialista Unitario                     | 27.301  | 8,8  | 2       |
|                   | Movimento Sociale Italiano                      | 14.984  | 4,8  | 1       |
|                   | Partito Liberale Italiano                       | 9.623   | 3,1  | 1       |
|                   | Partito Socialista Italiano di Unità Proletaria | 7.653   | 2,5  | 1       |
|                   | Partito Repubblicano Italiano                   | 5.407   | 1,7  | –       |
| Gesamt            | Gesamt                                          | 310.722 | 100  | 30      |
|                   |                                                 |         |      |         |
| Ungültige Stimmen | Ungültige Stimmen                               | 19.545  | 5,9  |         |
| Wähler            | Wähler                                          | 330.267 | 85,5 |         |
| Wahlberechtigte   | Wahlberechtigte                                 | 386.273 |      |         |